# Pseudoscada aureola
Pseudoscada aureola är en fjärilsart som beskrevs av Bates 1862. Pseudoscada aureola ingår i släktet Pseudoscada och familjen praktfjärilar. Inga underarter finns listade.